# Huracán Dolly (1996)
El huracán Dolly causó inundaciones en todo México en agosto de 1996. La cuarta tormenta nombrada y el tercer huracán de la temporada de huracanes del Atlántico de 1996, Dolly se desarrolló a partir de una onda tropical al oeste-suroeste de Jamaica el 19 de agosto. Inicialmente una depresión tropical, el sistema se fortaleció a tormenta tropical unas doce horas después. Dolly se dirigió hacia el oeste y se intensificó a huracán de categoría 1 a finales del 20 de agosto. Luego tocó tierra cerca de Chetumal, Quintana Roo. El sistema se debilitó a depresión tropical el 21 de agosto. Más tarde ese día o temprano el 22 de agosto, Dolly emergió en la Bahía de Campeche y rápidamente volvió a fortalecerse a tormenta tropical. La tormenta se profundizó aún más y se actualizó a huracán nuevamente al mediodía del 23 de agosto; Dolly simultáneamente alcanzó su punto máximo con vientos de 80 mph (130 km/h). Alrededor de esa fecha, golpeó entre Tuxpan, Veracruz, y Tampico, Tamaulipas. Dolly se debilitó rápidamente a depresión tropical la madrugada del 24 de agosto, pero se mantuvo intacta mientras cruzaba México y se disipó sobre el Océano Pacífico oriental el 25 de agosto.
La tormenta provocó fuertes lluvias en gran parte de México, alcanzando un máximo de 950 mm (37.41 pulgadas). En Quintana Roo, las inundaciones destruyeron gran parte de las tierras de cultivo. Se produjeron inundaciones generalizadas tras el desbordamiento de un río en la zona de Pueblo Viejo. Cientos de viviendas quedaron destruidas, desplazando a unas 35,000 personas. Se produjeron evacuaciones a gran escala en San Luis Potosí, mientras que unas 6,500 personas huyeron de sus hogares en la zona de Tampico. Se reportaron cortes de comunicaciones y electricidad en zonas tan al oeste como Mazatlán, Sinaloa. En todo México, se reportaron catorce muertes, incluyendo seis en Veracruz, tres en Nuevo León, una en Monterrey y otra en Pueblo Viejo. Además, dos personas permanecieron desaparecidas en Nuevo León. Las bandas exteriores de Dolly trajeron lluvias al sur de Texas, que causaron inundaciones menores, pero fueron mayormente beneficiosas debido a las condiciones de sequía en el estado.

## Historia meteorológica
Una gran onda tropical, una vaguada alargada de zona de baja presión, emergió al océano Atlántico desde la costa occidental de África alrededor del 9 de agosto. Aunque la onda se asoció con convección profunda al entrar en el Atlántico, las lluvias y tormentas eléctricas se mantuvieron mínimas durante varios días mientras el sistema avanzaba hacia el oeste. Al llegar al este del mar Caribe, la convección profunda se reanudó, pero no persistió hasta que la onda alcanzó una zona al suroeste de Jamaica el 18 de agosto. Alrededor de esa hora, un vuelo de reconocimiento indicó una circulación de nivel bajo a medio, pero el sistema era demasiado débil para clasificarlo con la técnica Dvorak. Tras fijar el centro mediante otro vuelo de reconocimiento e imágenes satelitales, así como la observación de vientos de 52 mph (83,7 km/h) desde un barco, el sistema se clasificó como depresión tropical Cuatro a las 06:00 UTC del 19 de agosto, mientras se encontraba a unos 140 mi (225,3 km) al oeste-suroeste de South Negril Point, Jamaica. Con una circulación inicialmente poco definida, la depresión se desplazó hacia el oeste-noroeste. Debido a que se desarrolló cerca de un anticiclón de niveles medios a altos, las condiciones propiciaron su intensificación, convirtiéndose en la tormenta tropical Dolly alrededor de las 18:00 UTC del 19 de agosto. La convección se organizó mejor y la tormenta se fortaleció hasta convertirse en un huracán de categoría 1 en la escala de huracanes de Saffir-Simpson poco menos de veinticuatro horas después. A las 17:30 UTC del 20 de agosto, Dolly tocó tierra cerca de Punta Herrero, Quintana Roo, al noreste de Chetumal, con vientos de 120 km/h (75 mph). Temprano al día siguiente, el huracán se debilitó a tormenta tropical y, varias horas después, a depresión tropical.
A finales del 21 de agosto, Dolly emergió a la Bahía de Campeche. Las imágenes satelitales indicaban que la convección se había desplazado al sur del centro de circulación. Sin embargo, el sistema pronto comenzó a fortalecerse, recuperando la intensidad de tormenta tropical a las 00:00 UTC del 22 de agosto. Temprano al día siguiente, el ciclón comenzó a virar hacia el oeste. A las 12:00 UTC del 23 de agosto, Dolly se intensificó nuevamente a huracán y alcanzó su intensidad máxima con vientos máximos sostenidos de 130 km/h (80 mph) y una presión barométrica mínima de 989 mbar. Simultáneamente, el huracán tocó tierra entre Tuxpan, Veracruz, y Tampico, Tamaulipas. Seis horas después de adentrarse tierra adentro, Dolly se debilitó a tormenta tropical. A primeras horas del 24 de agosto, el sistema se deterioró a depresión tropical. Dolly se mantuvo intacto mientras cruzaba México y emergió al océano Pacífico varias horas después, pero no fue reclasificado como ciclón tropical del Pacífico oriental y se disipó a unos 65 km (40 millas) al oeste de San Juanito, en las Islas Marías.

## Preparativos
A las 18:00 UTC del 19 de agosto, se emitió una alerta de tormenta tropical desde Chetumal hasta Progreso, Yucatán, y se emitió una vigilancia de tormenta tropical entre la provincia de Pinar del Río e Isla de Pinos, Cuba. Tan solo tres horas después, se emitió otra alerta de tormenta tropical entre San Pedro Town, Belice, y la frontera con México. El 20 de agosto, se suspendió la vigilancia de tormenta tropical para Cuba, ya que el sistema se alejaba de la zona. A las 15:00 UTC, se emitió otra alerta de tormenta tropical desde Progreso, Yucatán, hasta Ciudad del Carmen. Solo una hora después, una alerta de tormenta tropical desde Cozumel hasta Chetumal se elevó a una alerta de huracán. Para las 21:00 UTC del 20 de agosto, se suspendieron todas las alertas al sur de Cozumel. Solo seis horas después, el 21 de agosto, se suspendieron todas las alertas de tormenta tropical al este de 88°O. Poco después, se retiró una alerta de tormenta tropical al este de Progreso. Todas las alertas para México se suspendieron a las 15:00 UTC del 21 de agosto. Cuando Dolly entró en la Bahía de Campeche el 22 de agosto, se puso en acción una vigilancia de huracán para Veracruz, La Pesca y todas las áreas intermedias a las 09:00 UTC. Sólo seis horas después, la alerta se convirtió en una advertencia de huracán hasta que Dolly tocó tierra a las 18:00 UTC del 23 de agosto, cuando se eliminaron todas las advertencias restantes.
En toda la península de Yucatán, se cerraron aeropuertos y puertos, y se cancelaron las rutas regulares de autobús. Se prepararon alrededor de 180 puntos de refugio en caso de que fueran necesarias evacuaciones a gran escala. En Punta Allen y Punta Herrero, las autoridades ordenaron la evacuación de unas 100 familias. Decenas de pozos de petróleo y gas en la Bahía de Campeche, propiedad de Pemex, fueron evacuados, mientras que Shell Oil Company evacuó a algunas personas de una plataforma petrolera más al norte. Aproximadamente 6.500 personas fueron evacuadas de zonas bajas de Tampico y de lugares propensos a inundaciones en San Luis Potosí. El Aeropuerto Internacional General Francisco Javier Mina estuvo cerrado durante la mayor parte del día del 23 de agosto. Se cerraron 37 puertos a lo largo de la Costa del Golfo de México. En Texas, las autoridades del condado de Cameron compraron teléfonos satelitales y generadores y liberaron a 55 presos por temor a que la cárcel recién construida no resistiera un huracán.

## Impactos
| País   | Total | Estado     | Estado en total |
| ------ | ----- | ---------- | --------------- |
| México | 14    | Veracruz   | 7               |
| México | 14    | Nuevo León | 4               |
| México | 14    | Sinaloa    | 3               |

### Belice
Un poco más de 2 pulgadas (50,8 mm) de lluvia cayeron en el centro de Belice mientras la tormenta pasaba hacia el norte.

### México

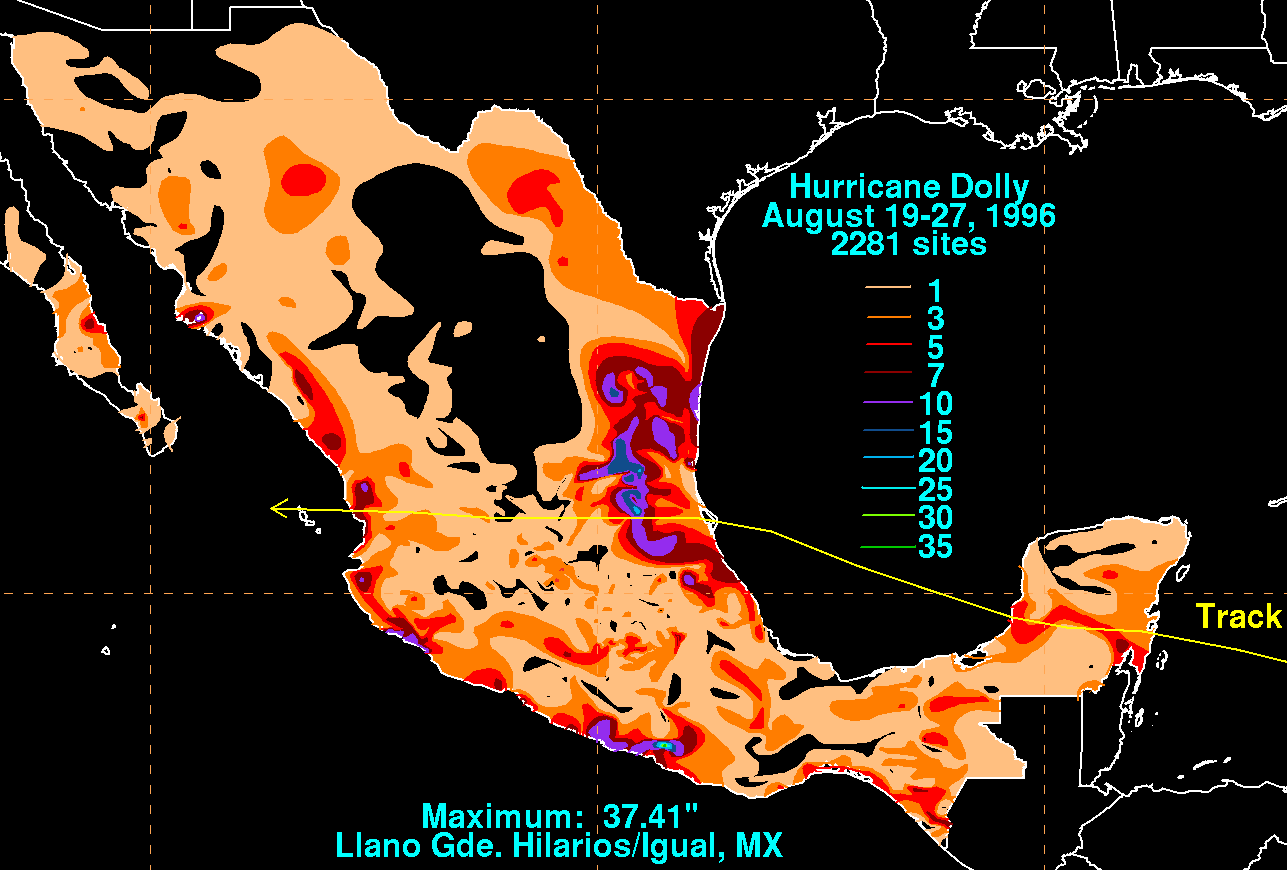
Las lluvias de Dolly en México

En Quintana Roo, 5,73 plg (145,5 mm) de precipitación cayeron en Chetumal, inundando grandes extensiones de tierras de cultivo. Un total de 16 viviendas fueron destruidas y otras 26 resultaron dañadas. Al menos dos pescadores se encuentran desaparecidos.
En Tampico, cerca del lugar donde la tormenta tocó tierra por segunda vez, las calles estaban cubiertas de ramas de árboles caídos, postes de electricidad y vallas publicitarias. Además, muchas carreteras quedaron inundadas, dejando algunas intransitables. Cerca de allí, más de 700 personas huyeron de sus hogares en busca de refugio debido a las inundaciones en Ciudad Madero. Una muerte ocurrió en Pueblo Viejo (Veracruz) cuando una mujer fue aplastada por un árbol que cayó sobre su casa. Seis muertes más ocurrieron en Veracruz: cinco por el naufragio de un barco cerca de Boca del Río y otra después de que una persona quedara atrapada en una resaca frente a la costa de Úrsulo Galván. Dos deslaves en el norte de Puebla dejaron carreteras intransitables, aislando a algunas comunidades como Tlatlauquitepec. Cientos de casas fueron destruidas dejando a 35.000 personas sin hogar y hubo graves daños en Tuxpan, Tamiahua, Pueblo Viejo, Platón, Pánuco, Tampico Alto y en otros lugares a lo largo de la costa del noreste de México.
En Nuevo León, la tormenta causó cuatro muertes, incluyendo una en la ciudad de Monterrey. El lugar con más lluvia en 24 horas fue Micos, con 329 mm (12.94 pulgadas). Santa Rosa, San Luis Potosí, registró otras precipitaciones altas, con 270 mm (10.59 pulgadas), y Puerto de Valles, con 254 mm (10 pulgadas). Aunque muy al sur de la trayectoria de la tormenta, la precipitación de Dolly alcanzó un máximo de 37,41 plg (950,2 mm) en Iguala de la Independencia, Guerrero, lo que lo convirtió en el ciclón tropical más húmedo registrado en Guerrero .En Sinaloa se registraron tres víctimas fatales, dos al pisar dos personas un charco de agua electrificado por un cable eléctrico caído y otra por un accidente de tránsito relacionado con el clima. Según informes periodísticos, 14 personas murieron a su paso. Otras dos personas de Nuevo León fueron reportadas como desaparecidas.

### Estados Unidos
Aunque lejos de Estados Unidos, Dolly trajo fuertes lluvias y vientos al sur de Texas. Los totales semanales de lluvia en Corpus Christi alcanzaron 141 mm (5,53 pulgadas) y 71,6 mm (2,82 pulgadas) en Brownsville. Las precipitaciones diarias en Corpus Christi el 23 y el 24 de agosto alcanzaron 48,8 mm (1,92 pulgadas) y 64,8 mm (2,55 pulgadas), respectivamente, un nuevo récord diario. La playa del Padre Island National Seashore fue cerrada después de que las mareas altas comenzaron a inundar las playas y la Calzada John F. Kennedy, aunque otras instalaciones como el campamento permanecieron abiertas. Un tornado se formó cerca de Olmito, Texas, dañando algunas casas y dejando sin techo a otras dos. Más tarde, al pasar al norte de Rancho Viejo, Texas, el tornado impactó 10 viviendas y derribó árboles y letreros.